# Carlos Esquivel
Carlos Esquivel Silva (Tlalpujahua de Rayón, Michoacán, 1982. április 10. –) mexikói válogatott labdarúgó, aki jelenleg a Tolucában játszik középpályásként.

## Pályafutása

### Klubcsapatokban
A mexikói első osztályban 2005. július 30-án lépett először pályára, amikor csapata, a Deportivo Toluca egy 0–0-s döntetlent ért el a Necaxa ellen. Azóta csak egy féléves szezont töltött más csapatban (2008-ban kölcsönben a Tigres de la UANL-nál), egyébként folyamatosan a Tolucában játszott. Pályafutása nagyobb részében támadó volt, de a 2013-as és a 2015-ös Clausura bajnokságban középpályásként szerepelt.
A Tolucával három mexikói bajnoki címet szerzett:
- 2005 Apertura
- 2008 Apertura
- 2010 Bicentenario

### A válogatottban
A mexikói válogatottban először 26 évesen, 2008 szeptemberében, egy Chile elleni barátságos mérkőzésen mutatkozott be, majd részt vett a 2009-es CONCACAF-aranykupán, amit Mexikó meg is nyert. Ezután viszont hosszú évekig nem szerepelt a nemzeti csapatban, legközelebb csak 2015-ben, amikor is néhány barátságos után behívták a 2015-ös CONCACAF-aranykupán részt vevő csapatba is.

#### Mérkőzései a válogatottban
| Mexikó | Mexikó               | Mexikó                                  | Mexikó           | Mexikó   | Mexikó             | Mexikó                          | Mexikó | Mexikó  |
| #      | Dátum                | Helyszín                                | Hazai            | Eredmény | Vendég             | Kiírás                          | Gólok  | Esemény |
| ------ | -------------------- | --------------------------------------- | ---------------- | -------- | ------------------ | ------------------------------- | ------ | ------- |
| 1.     | 2008. szeptember 24. | Los Angeles, Memorial Coliseum          | Mexikó           | 0 – 1    | Chile              | barátságos                      | 0      | 46'     |
| 2.     | 2009. június 10.     | Mexikóváros, Estadio Azteca             | Mexikó           | 2 – 1    | Trinidad és Tobago | vb-selejtező                    | 0      | 52'     |
| 3.     | 2009. június 24.     | Atlanta, Georgia Dome                   | Mexikó           | 4 – 0    | Venezuela          | barátságos                      | 0      | 71'     |
| 4.     | 2009. június 28.     | San Diego, Qualcomm Stadion             | Mexikó           | 0 – 0    | Guatemala          | barátságos                      | 0      | 65'     |
| 5.     | 2009. július 5.      | Seattle, Qwest Field                    | Nicaragua        | 0 – 2    | Mexikó             | CONCACAF-aranykupa, csoportkör  | 0      | 75'     |
| 6.     | 2009. július 12.     | Glendale, University of Phoenix Stadium | Mexikó           | 2 – 0    | Guadeloupe         | CONCACAF-aranykupa, csoportkör  | 0      | 79'     |
| 7.     | 2009. július 19.     | Arlington, Cowboys Stadium              | Mexikó           | 4 – 0    | Haiti              | CONCACAF-aranykupa, negyeddöntő | 0      | 59'     |
| 8.     | 2009. július 26.     | East Rutherford, Giants Stadium         | Egyesült Államok | 0 – 5    | Mexikó             | CONCACAF-aranykupa, döntő       | 0      | 88'     |
| 9.     | 2015. április 15.    | San Antonio, Alamodome                  | Egyesült Államok | 2 – 0    | Mexikó             | barátságos                      | 0      |         |
| 10.    | 2015. június 27.     | Orlando, Citrus Bowl                    | Mexikó           | 2 – 2    | Costa Rica         | barátságos                      | 0      | 46'     |
| 11.    | 2015. július 1.      | Houston, NRG Stadium                    | Mexikó           | 0 – 0    | Honduras           | barátságos                      | 0      | 75'     |
| 12.    | 2015. július 9.      | Chicago, Soldier Field                  | Mexikó           | 6 – 0    | Kuba               | CONCACAF-aranykupa, csoportkör  | 0      | 71'     |
| 13.    | 2015. július 12.     | Glendale, University of Phoenix Stadium | Guatemala        | 0 – 0    | Mexikó             | CONCACAF-aranykupa, csoportkör  | 0      | 67'     |
| 14.    | 2015. július 15.     | Charlotte, Bank of America Stadion      | Mexikó           | 4 – 4    | Trinidad és Tobago | CONCACAF-aranykupa, csoportkör  | 0      | 78'     |
| 15.    | 2015. július 19.     | East Rutherford, MetLife Stadium        | Mexikó           | 1 – 0    | Costa Rica         | CONCACAF-aranykupa, negyeddöntő | 0      | 61'     |
| 16.    | 2015. július 22.     | Atlanta, Georgia Dome                   | Panama           | 1 – 2    | Mexikó             | CONCACAF-aranykupa, elődöntő    | 0      | 46'     |
| 17.    | 2015. július 26.     | Philadelphia, Lincoln Financial Field   | Jamaica          | 1 – 3    | Mexikó             | CONCACAF-aranykupa, döntő       | 0      | 82'     |
| 18.    | 2015. szeptember 4.  | Sandy, Rio Tinto Stadium                | Mexikó           | 3 – 3    | Trinidad és Tobago | barátságos                      | 1      | 40'     |
| 19.    | 2015. október 13.    | Toluca de Lerdo, Estadio Nemesio Díez   | Mexikó           | 1 – 0    | Panama             | barátságos                      | 0      | 79'     |
|        | Összesen             |                                         |                  | 19       | mérkőzés           |                                 | 1      | gól     |